# Urbain Le Verrier
Urbain Jean Joseph Le Verrier (Saint-Lô, 11 marzo 1811 – Parigi, 23 settembre 1877) è stato un matematico e astronomo francese.

## Biografia
Specializzato nella meccanica celeste, lavorò all'Osservatorio di Parigi per la maggior parte della sua vita. È famoso soprattutto per il suo contributo alla scoperta di Nettuno, usando solo calcoli matematici e osservazioni astronomiche precedenti. I calcoli vennero eseguiti per spiegare le differenze tra l'orbita osservata di Urano e quella prevista dalle leggi di Keplero e Newton. Contemporaneamente a Le Verrier, anche il matematico John Couch Adams stava svolgendo gli stessi calcoli, l'uno all'insaputa dell'altro, ed arrivò alle stesse conclusioni.
Sulla base delle indicazioni di Le Verrier, Johann Galle scoprì il pianeta nel settembre del 1846 entro 1 grado dalla posizione prevista, nella costellazione dell'Acquario. Dopo questa scoperta, Le Verrier passò ad interpretare anche l'orbita di Mercurio come influenzata da un altro pianeta (chiamato provvisoriamente Vulcano). Le sue predizioni diedero vita ad un'ondata di falsi allarmi che durarono fino al 1915, quando Einstein spiegò la precessione del perielio dell'orbita di Mercurio mediante la teoria della relatività generale.
Negli anni '40 dell'Ottocento, Le Verrier riesaminò le osservazioni raccolte e l'orbita proposta da A. Lexell per la cometa omonima. Dopo essersi reso conto che i dati osservativi non erano sufficienti a determinare in modo univoco l'orbita della cometa, sviluppò una tecnica innovativa per affrontare il problema: ricavò i sei elementi orbitali in funzione di un unico parametro, a cui associò l'incertezza, e fornì una mappa delle possibili orbite seguite dalla cometa, oggi comunemente nota come regione di confidenza.
Morì nel 1877 ed il suo corpo oggi si trova a Parigi presso il Cimitero di Montparnasse.

## Onorificenze
- Ad Urbain Le Verrier sono dedicati il Cratere Le Verrier su Marte e il cratere Le Verrier sulla Luna,[3] un anello di Nettuno e l'asteroide 1997 Leverrier.
- Nel 1848 gli è stata assegnata la Medaglia testimoniale del 1848
- Per due volte, nel 1868 e nel 1876, gli è stata conferita la Medaglia d'oro della Royal Astronomical Society della Royal Astronomical Society[4].
- Il suo nome compare nella lista dei 72 nomi di scienziati, ingegneri e altre personalità incisi sulla Torre Eiffel.[5]